# Kenta Tokushige
Kenta Tokushige (Kagoshima, 9 maart 1984) is een Japans voetballer.

## Carrière
Kenta Tokushige speelde tussen 2002 en 2005 voor Urawa Red Diamonds en Cerezo Osaka. Hij tekende in 2005 bij Vissel Kobe.